# Rosalind Groenewoud
Rosalind Groenewoud (Calgary, 10 december 1989) is een Canadese freestyleskiester. Ze vertegenwoordigde haar vaderland op de Olympische Winterspelen 2014 in Sotsji en op de Olympische Winterspelen 2018 in Pyeongchang.

## Carrière
Bij haar wereldbekerdebuut, in januari 2006 in Les Contamines, behaalde Groenewoud direct haar eerste toptienklassering. Twee jaar later stond ze in Valmalenco voor de eerste maal in haar carrière op het podium van een wereldbekerwedstrijd. Tijdens de wereldkampioenschappen freestyleskiën 2009 in Inawashiro eindigde Groenewoud als elfde op het onderdeel halfpipe.  In januari 2011 boekte Groenewoud in Kreischberg haar eerste wereldbekerzege. Op de wereldkampioenschappen freestyleskiën 2011 veroverde de Canadese in Deer Valley de wereldtitel in de halfpipe. In Voss nam ze deel aan de wereldkampioenschappen freestyleskiën 2013, op dit toernooi eindigde ze als twaalfde in de halfpipe. Tijdens de Olympische Winterspelen van 2014 in Sotsji eindigde Groenewoud als zevende in de halfpipe.
Op de wereldkampioenschappen freestyleskiën 2017 in de Spaanse Sierra Nevada eindigde de Canadese als zevende in de halfpipe. Tijdens de Olympische Winterspelen van 2018 in Pyeongchang eindigde ze als tiende in de halfpipe.
Zowel in 2010 als in 2011 behaalde ze de bronzen medaille op het onderdeel superpipe tijdens de Winter X Games, in 2012 behaalde ze de gouden medaille op het onderdeel superpipe en in 2013 behaalde ze het zilver.

## Resultaten

### Olympische Spelen
| Jaar | Plaats      | Resultaten   |
| ---- | ----------- | ------------ |
| 2014 | Sotsji      | 7e Halfpipe  |
| 2018 | Pyeongchang | 10e Halfpipe |

### Wereldkampioenschappen
| Jaar | Plaats        | Resultaten   |
| ---- | ------------- | ------------ |
| 2009 | Inawashiro    | 11e Halfpipe |
| 2011 | Deer Valley   | Halfpipe     |
| 2013 | Voss          | 12e Halfpipe |
| 2017 | Sierra Nevada | 7e Halfpipe  |

### Wereldbeker
Eindklasseringen
| Seizoen   | Algm  | HP     |
| --------- | ----- | ------ |
| 2005/2006 | 59e   | 5e     |
| 2006/2007 | 57e   | 4e     |
| 2007/2008 | 23e   | -      |
| 2008/2009 | 57e   | 7e     |
| 2010/2011 | 14e   | Zilver |
| 2011/2012 | 22e   | Zilver |
| 2012/2013 | Brons | Zilver |
| 2014/2015 | 146e  | 30e    |
| 2015/2016 | 76e   | 11e    |
| 2016/2017 | 67e   | 9e     |
| 2017/2018 | 164e  | 35e    |

Wereldbekerzeges
| Datum           | Plaats        | Onderdeel |
| --------------- | ------------- | --------- |
| 21 januari 2011 | Kreischberg   | Halfpipe  |
| 25 maart 2013   | Sierra Nevada | Halfpipe  |